# 昌泰の変
昌泰の変（しょうたいのへん）は、昌泰4年1月25日（901年2月16日）、左大臣藤原時平の讒言により醍醐天皇が右大臣菅原道真を大宰員外帥として大宰府へ左遷し、道真の子供や右近衛中将源善らを左遷または流罪にした事件。

## 概要
一般的にその背景には時平と道真の確執が主な理由とされるが、それだけが理由ではない。
宇多上皇は醍醐天皇に譲位した後も、『寛平御遺誡』という君主の心構えを新帝に説くばかりでなく、道真を始め源善・中納言源希・蔵人頭平季長・侍従藤原忠平といったいわゆる「寛平の治」の推進役だった一種の側近集団を新帝の周囲に配置して新帝の政策を主導しようと図った。これに対して時平や大納言源光ら上級貴族のみならず、藤原清貫・藤原菅根・三善清行ら中下級貴族を含めた激しい反発があったともいわれる。
その一方で醍醐天皇の即位当時、仁明天皇の嫡流子孫である貞辰親王（清和天皇皇子）や元良親王（陽成天皇皇子）らを皇位継承者に擁立する動きに強い警戒感を抱いていた宇多法皇は自分の同母妹為子内親王を醍醐天皇の妃として男子出生を願ったが内親王は早世した。そこで醍醐天皇は藤原時平と相談してその妹である藤原穏子の入内を進めた。だが、宇多法皇はこれを時平が外戚の地位を狙うものとして強く反発した。阿衡事件（阿衡の紛議）の苦い経験から、藤原氏腹の皇子の誕生を望まなかった宇多上皇と藤原氏との連携によって政権の安定を図る醍醐天皇の路線対立が明確になっていった。
やがて、宇多法皇が道真の娘婿でもある斉世親王を皇太弟に立てようとしているという風説が流れると、宇多上皇や道真の政治手法に密かに不満を抱いていた醍醐天皇と藤原時平、藤原菅根（折りしも病死した平季長の後任の蔵人頭に就任していた）らが政治の主導権を奪還せんとしたのである。1月25日、突如醍醐天皇の宣命によって道真は大宰員外帥に降格された。
この政変で道真・善（出雲権守に左遷）を排斥、変の翌年に連座を免れた源希も病死、同じく藤原忠平も政治の中枢から事実上追われることになり、醍醐天皇・藤原時平派の政治的勝利に終わった。直後に醍醐天皇は穏子を女御に格上げして事実上の正妃として遇し、その所生の皇子による直系継承によって藤原氏の支持を得た皇位継承を図ることとなる。これは、宇多上皇が進めてきた藤原氏の抑制方針を大きく変えるものであった。天皇や時平は「延喜の治」と呼ばれる自らが主導する政治改革を目指すものの、変からわずか8年後に時平が急死、続いて醍醐天皇も病気がちとなり、政治権力の中心は再度宇多法皇と藤原忠平の手中に帰する事になった。
この政変を巡っては、道真の死後に起きた天変地異が道真の怨霊の仕業と考えられて（→清涼殿落雷事件）、道真の名誉回復とともに政変に関する資料が廃棄されたと考えられていること、また醍醐天皇の治世が理想的な親政として評価された余りに、皇位継承を巡って宇多法皇と醍醐天皇の間に温度差があったことなどが軽視されたことなどにより、真相については十分に明らかになっていない面が多い。
昌泰の変直後の延喜元年（901年）9月に、道真と並んでこの時代の知の双璧と呼ばれ、ただし栄達はしていなかった学者の大蔵善行が、門下生たちから盛大に七十の賀を祝福された。この”門下生たち”こそが藤原時平派閥であり、大蔵一門と出世を争い、変で追放された人々は菅原道真門下生である。すなわち、大蔵一門と菅原一門の対立という図式も成立する。

## 変で処罰された人物
『公卿補任』、『政事要略』による。
| 家系     | 氏名       | 官位など             | 処罰内容                                    |
| -------- | ---------- | -------------------- | ------------------------------------------- |
| 菅原氏   | 菅原道真   | 正三位・右大臣       | 大宰員外帥に左遷                            |
| 嵯峨源氏 | 源善       | 従四位下・右近衛中将 | 出雲権守に左遷                              |
| 藤原南家 | 藤原菅根   | 従五位上・左近衛少将 | 大宰少弐に左遷。2月に蔵人頭兼式部少輔に再任 |
| その他   | 大春日晴蔭 | 右大史               | 三河掾に左遷                                |
| 藤原氏   | 藤原諸明   |                      | 遠江掾に左遷                                |
| 菅原氏   | 菅原景行   | 式部丞               | 駿河権介に左遷                              |
| 菅原氏   | 菅原兼茂   | 右衛門尉             | 飛騨権掾に左遷                              |
| 嵯峨源氏 | 源厳       |                      | 能登権掾に左遷                              |
| 仁明源氏 | 源敏相     |                      | 但馬権守に左遷                              |
| その他   | 山口高利   | 右馬属               | 伯耆権目に左遷                              |
| その他   | 和気貞世   | 少納言               | 美作守へ左遷                                |
| その他   | 良岑貞成   |                      | 長門権掾に左遷                              |
| 源氏     | 源兼則     | 前摂津守             | 阿波権守に左遷                              |
| 菅原氏   | 菅原高視   | 大学頭               | 土佐介に左遷                                |